# North French River
Der North French River (wörtlich übersetzt: „Nördlicher französischer Fluss“) ist ein rechter Nebenfluss des Moose River im Norden der kanadischen Provinz Ontario.
Der North French River hat seinen Ursprung in einem kleinen Quellsee 15 km nördlich des Little Abitibi Lake. Der Fluss fließt anfangs in nordwestlicher Richtung nordöstlich des Little Abitibi River. Später wendet sich der North French River nach Norden und schneidet sich durch das Gestein des Kanadischen Schilds. Schließlich erreicht der Fluss die James Bay-Niederung und mündet rechtsseitig 15 km südlich von Moosonee in den Unterlauf des Moose River. Ein größerer Nebenfluss des North French River ist der Wekweyaukastik River. Der North French River hat eine Länge von etwa 250 km. Sein Einzugsgebiet umfasst 6680 km². Der mittlere Abfluss beträgt 92 m³/s. Es liegen keine Siedlungen am Flusslauf. Der noch ursprüngliche Fluss weist im Mittellauf mehrere Stromschnellen und Wasserfälle auf.